# Lupin III - Spada Zantetsu, infuocati!
Lupin III - Spada Zantetsu, infuocati! (ルパン三世 燃えよ斬鉄剣?, Rupan Sansei - Moeyo Zantetsu ken) è il sesto special televisivo giapponese di Lupin III, famoso e geniale ladro gentiluomo creato da Monkey Punch, diretto da Masaharu Okuwaki, andato in onda per la prima volta in Giappone su Nippon Television il 29 luglio 1994. In Italia è stato trasmesso il 14 dicembre 2000 su Italia 1 col titolo Lupin - Il tesoro del Titanic. Nella prima edizione VHS ha invece assunto il titolo Lupin III - Il mistero del Dragone.

## Trama
Lupin III e la sua banda sono sulle tracce del relitto del Titanic, all'interno del quale dovrebbe trovarsi una statua di dragone che custodisce in sé il segreto per la creazione del metallo più resistente del mondo, realizzato dallo stesso fabbro che creò la Zantetsu-ken di Goemon. Sulle tracce della statua c'è anche Chin Chin Chu, il perfido boss della mafia di Hong Kong, che intende usare il metallo speciale per creare una sua personale flotta di aerei indistruttibili con cui dominare il mondo. Anche Goemon è sulle tracce della statua, in quanto degno custode di quest'ultima, e ritrova durante la sua missione la giovane Kikyo, sua amica d'infanzia ed ex allieva alla quale è molto legato e a cui ha insegnato tutte le sue tecniche nel combattimento, anche lei in cerca della statua d'oro del dragone.
Lupin e Jigen si avventurano nelle profondità dell'Oceano Atlantico dopo aver sottratto un sommergibile alla compagnia di Chu, con il quale raggiungono il Titanic e riescono a recuperare la statuetta del dragone, il tutto sotto la stretta sorveglianza di Chu e del suo braccio destro Gensai, i quali monitorano Lupin segretamente col loro sottomarino e lo attaccano al momento in cui sta per risalire in superficie, tuttavia, Lupin e Jigen riescono a sfuggirli e ritornare da Fujiko che li sta aspettando in superficie sulla sua barca.
Qui, Lupin ha uno scontro con Goemon e Kikyo per il possesso della statua ma vengono interrotti da Zenigata e costretti alla fuga, e dopo aver neutralizzato l'ispettore, Lupin, Jigen e Fujiko vengono raggiunti nuovamente e catturati da Chu. Messi alle strette, Fujiko decide di far leva sul suo fascino e consegna spontaneamente la statuetta al boss che le risparmia la vita, mentre Jigen e Lupin riescono a fuggire non prima di aver piazzato un localizzatore addosso a Chu. Grazie al marchingegno, Lupin raggiunge il boss a Hong Kong nella sua residenza e la rade al suolo, riprendendosi il dragone e salvando Fujiko ma a caro prezzo: Kikyo viene apparentemente sbranata da dei coccodrilli nascosti in una delle trappole dell'edificio gettando Goemon nella disperazione, ma Lupin non è affatto convinto della cosa e sospetta fortemente che la ragazza sia al servizio di Chu e che abbia fatto il doppio gioco sin dall'inizio per aiutare il boss a impossessarsi del dragone.
I suoi sospetti si rivelano esatti, Kikyo si presenta quella stessa sera nella camera d'albergo di Goemon, ferendolo con un pugnale e rubando il dragone dopo aver fatto esplodere la stanza, mentre Gensai si porta via Fujiko. In un laboratorio segreto collocato su un'isoletta dell'Atlantico, Chu immerge la statuetta in una soluzione apposita, causandone la trasformazione in una pergamena dorata, sulla quale è incisa la formula segreta del metallo più resistente al mondo.
Lupin, Jigen e Goemon, salvi dall'esplosione, arrivano sul posto, ma ormai è troppo tardi. Grazie alla formula, Chu ha già costruito un aereo indistruttibile, e dopo aver imprigionato i protagonisti, parte alla volta di New York per distruggerla. Lupin e la sua banda riescono a liberarsi e piazzano esplosivi in tutto il laboratorio, radendolo al suolo. Lupin uccide Gensai e usando il suo aereo insieme a Fujiko, Jigen e Goemon, si lancia all'inseguimento di Chu, ingaggiando un epico scontro aereo con quest'ultimo sulle acque dell'Atlantico, in cui Goemon cerca più volte di tagliare l'aereo del boss, ma a causa dello stesso materiale delle due lame, l'esito non ha effetto. Lo scontro è in parità fino a quando Chu lancia contro i protagonisti un missile puntatore a infrarossi, mettendoli in seria difficoltà.
Ma il dragone leggendario rivive nella spada di Goemon insieme a tutto il suo potere, così il samurai si lancia di nuovo contro l'aereo con tutta la sua forza, riuscendo questa volta a tagliarlo di netto in due parti lasciando una grande scia blu dietro di sé, sotto gli sguardi allibiti di Chu e Kikyo, i quali rimarranno vittime del loro stesso missile che, guidato da Lupin con i giusti movimenti del suo aereo, esplode in mezzo alle due parti dell'aereo ancora in volo, distruggendolo e facendolo affondare nell'Atlantico. Sventata la minaccia, ora Goemon può celare il mistero della lama del dragone e ne diventa il nuovo custode. Nei titoli di coda, la pergamena dorata si inabissa nel profondo dell'Atlantico e durante la sua discesa si ritrasforma nel dragone, andando nuovamente a posarsi sul fondale nelle vicinanze del relitto del Titanic.

## Doppiaggio
| Personaggio      | Doppiatore originale | Doppiatore italiano | Doppiatore italiano |
| Personaggio      | Doppiatore originale | Primo doppiaggio    | Secondo doppiaggio  |
| ---------------- | -------------------- | ------------------- | ------------------- |
| Lupin III        | Yasuo Yamada         | Roberto Del Giudice | Roberto Del Giudice |
| Daisuke Jigen    | Kiyoshi Kobayashi    | Sandro Pellegrini   | Sandro Pellegrini   |
| Fujiko Mine      | Eiko Masuyama        | Alessandra Korompay | Alessandra Korompay |
| Goemon Ishikawa  | Makio Inoue          | Antonio Palumbo     | Antonio Palumbo     |
| Koichi Zenigata  | Gorō Naya            | Rodolfo Bianchi     | Enzo Consoli        |
| Chin Chin Chu    | Junpei Takiguchi     | Vittorio Di Prima   | Angelo Nicotra      |
| Kikyo            | Naoko Matsui         | Marioletta Bideri   | Eleonora De Angelis |
| Gensai           | Banjō Ginga          | Mario Bombardieri   | Mario Bombardieri   |
| Kikyo da bambina | Naoko Matsui         | Antonella Baldini   | Antonella Baldini   |

- Doppiaggio italiano:
  - Primo doppiaggio
    - Casa di doppiaggio: MI.TO. Film
    - Direttore del doppiaggio: Ada Maria Serra Zanetti
    - Dialoghi italiani: Graziella Pellegrini
    - Assistente al doppiaggio: Nadia Aleotti
    - Fonico: Paolo Nagi
    - Sincronizzazione: Salvatore Fabozzi
    - Mixage: Stefano Morandi

  - Secondo doppiaggio
    - Edizione italiana: Dynamic Italia
    - Supervisione artistica: Giorgio Bassanelli Bisbal
    - Casa di doppiaggio: SEFIT-CDC
    - Direttore del doppiaggio: Serena Verdirosi
    - Dialoghi italiani: Angiolina Frescavalle
    - Assistente al doppiaggio: Corrado Russo
    - Fonico: Gioia Masi
    - Sincronizzazione: Paolo Brunori
    - Mixage: Fabio Tosti

## Edizioni home video

### VHS
Il film è uscito in VHS, con titolo "Il mistero del dragone" e col primo doppiaggio, per distribuzione di Medusa Video, in versione integrale, anche se le sigle sono state rimpiazzate con quelle del precedente special Viaggio nel pericolo. In seguito anche Dynamic Italia lo ha trasposto in videocassetta, con titolo "Spada Zantetsu, infuocati!" e col secondo doppiaggio.

### DVD
Il DVD dello special è stato pubblicato il 6 marzo 2002 dalla Dynamic Italia e successivamente è stato ristampato dalla Yamato Video il 1º giugno 2005. In edicola è uscito per De Agostini e il 27 gennaio 2012 per La Gazzetta dello Sport.
Tutte le edizioni contengono:
- Tracce audio:
  - italiano (secondo doppiaggio) Dolby Digital 2.0 Surround
  - italiano (secondo doppiaggio) Dolby Digital 5.1
  - italiano (secondo doppiaggio) DTS ES 6.1
  - italiano (primo doppiaggio) Dolby Digital 1.0 (mono)
  - giapponese Dolby Digital 1.0 (mono)
- Sottotitoli in italiano
- Extra:
  - 4 promo giapponesi
  - 1 trailer italiano

### Blu-ray Disc
In Giappone il film è stato rimasterizzato in alta definizione e venduto in formato Blu-ray Disc all'interno della raccolta LUPIN THE BOX - TV Special BD Collection (LUPIN THE BOX ~ TV スペシャルBDコレクション~?).

## Colonna sonora
Lupin The Third Moeyo Zantetsuken Original Soundtrack (VAP 21/10/00 VPCG-84714)
La colonna sonora dello special è stata composta da Yūji Ōno.
La canzone d'apertura è Rupan Sansei no Theme '89 (THEME FROM LUPIN III '89) e quella di chiusura è Memory Won't Let Go.